# غيرولامو بريجيون
غيرولامو بريجيون (بالإيطالية: Girolamo Prigione)‏ (و. 1921 – 2016 م) هو عالم عقيدة، ودبلوماسي، وكاهن كاثوليكي من إيطاليا، ومملكة إيطاليا، ولد في كاستلاتسو بورميدا، توفي في ألساندريا، عن عمر يناهز 95 عاماً.

## مناصب
تولى منصب أسقف كاثوليكي (منذ 24 نوفمبر 1968)
- مطران كاثوليكي  [لغات أخرى]‏
- سفير
- رئيس أساقفة فخري  [لغات أخرى]‏

.